# Frederick Niels Larsen
Frederick Niels Larsen, född den 15 januari 1932, död den	26 april 2019, var president i den Återstående Jesu Kristi Kyrka av Sista Dagars Heliga.

## Bakgrund och familjeförhållanden
Frederick N. Larsen var son till den danske immigranten Edward J. Larsen och Lois A. Smith, dotter till Frederick M. Smith (president i den Reorganiserade Jesu Kristi Kyrka av Sista Dagars Heliga, son till Joseph Smith III och sonson till mormonkyrkans grundare Joseph Smith).
Frederick N. Larsen äktade den 7 juni 1952 Mary Louise Malott, med vilken han hade fem barn.

## Utbildning och yrkesliv
Frederick N. Larsen växte upp på ett familjejordbruk öster om Independence, Missouri - en viktig plats i mormonkyrkans historia. Senare flyttade familjen Larsen till Santa Ana, California där han 1950 tog studenten vid Garden Grove Union High School. Frederick N. Larsen fortsatte sedan sina studier vid Graceland University i Lamoni, Iowa och University of Kansas City, Missouri där han tog en kemiexamen 1959.
Därefter arbetade han på flera olika laboratorier innan han 1994 gick i pension.

## Kyrklig karriär
Larsen välsignades som spädbarn av sin morfar Frederick M. Smith. Han ordinerades 1956 till präst av sin äldre släkting Israel A. Smith, profet och president inom den Reorganiserade Jesu Kristi Kyrka av Sista Dagars Heliga 1946-1958. Larsen avskildes till äldste av en annan släkting, W. Wallace Smith. Han var i aktiv tjänst inom den reorganiserade kyrkan till 1984. År 1996 började han delta i en grupp kritiker inom kyrkan och blev en del av "the Conference of Restoration Elders". Larsen var en av de tolv som 1999 skrev under "Proclamation and Invitation to the Faithful". Den 6 april 2000 bildade man Återstående Jesu Kristi Kyrka av Sista Dagars Heliga, vilken man deklarerade var den enda sanna arvtagaren till den ursprungliga mormonkyrkan, grundad av Joseph Smith. Larsen utsågs ett år senare till ordförande för Högsta Prästrådet inom kyrkan. År 2002 förklarade Larsen för kyrkans generalkonferens att han, som ättling till Joseph Smith, kallats till president och profet för Kristi kyrka på jorden. Konferensen godkände hans anspråk och avskiljde honom för denna uppgift.